# ジョン・ウォーターズ
ジョン・ウォーターズ（John Waters, 1946年4月22日 - ）は、アメリカ合衆国メリーランド州ボルチモア出身の映画監督、脚本家。過激で下品なコメディで知られており、著作も通して「バッド・テイスト（悪趣味）」文化に大きな影響を与えた。トレードマークのヒゲは付け髭である。

## 来歴

### 生い立ち
アメリカのメリーランド州ボルチモアに生まれる。カトリックの敬虔な家庭で育つが、ゲイであり、10代のころから問題児として知られ、自宅の車庫をお化け屋敷に改造して小遣いを稼いでいた。
17歳のとき祖母から8ミリカメラをプレゼントされたのがきっかけで映画製作を始める。ニューヨーク大学の映画学科に進むが、マリファナ所持で放校処分となり帰省する。
「ドリームランダース」という奇人仲間たちと一緒に、1964年の『黒の革ジャケットの女』から本格的に映画製作を開始し、1970年にディヴァイン主演の『モンド・トラッショ』がカルト的な人気を呼ぶ。その後、女装の怪優ディヴァインを使って『マルチプル・マニアックス』（1970年）や『ピンク・フラミンゴ』（1972年）を発表。特に後者は大成功を収めてカルトムービーブームの火付け役となった。

### 劇場用映画への進出
1981年の『ポリエステル』からは、劇場用映画への進出をとげる。『ヘアスプレー』（1988年）と『クライ・ベイビー』（1990年）はメジャーで製作した、過去を舞台にした比較的穏当でノスタルジックな映画であり、一般の映画ファンの支持も得た。
1994年の『シリアル・ママ』以降のウォーターズは過激な作風に戻った。1998年の『I love ペッカー』は自伝的な要素を持つ作品である。また、2000年の『セシル・B/ザ・シネマ・ウォーズ』は、個人的にはアート映画愛好家であるウォーターズが当時の映画界のシステムへの怒りを表したものである。

## 人物
著書では「裁判傍聴が趣味」「殺人犯が書いた絵を集めている」などと個人的な趣味について書いており、こういった嗜好は多くの追随者を呼んだ。メリーランド州の刑務所では囚人たちに講義をし、自作を上映したこともある。
自身の恥ずかしい趣味としてアート映画好きを挙げ、次のような作品や人物を好きな映画（映画監督）として挙げている。
- 『インテリア』（ウディ・アレン）
- 『女はそれを待っている』（イングマール・ベルイマン）
- 『夜のたわむれ』（マイ・ゼッタリング）
- 『テオレマ』 『ソドムの市』（ピエル・パオロ・パゾリーニ）
- 『八月の冷たい風』（アレグザンダー・シンガー）
- 『マドモワゼル』（トニー・リチャードソン）
- 『湖のランスロ』（ロベール・ブレッソン）
- 『ゴダールのマリア』（ジャン＝リュック・ゴダール）
- 『ジョーカー:フォリ・ア・ドゥ』（トッド・フィリップス）
- マルグリット・デュラス
- ライナー・ヴェルナー・ファスビンダー

ファンレターはボルチモアにあるAtomic Booksという書店を介して送ることができる。ただし、ウォーターズが定期的に本屋に寄って、集まったファンレターを受け取るという形であるため、ウォーターズが絶対に受け取るという保証はできないという。
2015年にロードアイランド・スクール・オブ・デザインの卒業生に向けて行ったスピーチが全米で大きな話題となった。スピーチ全文が収録された『Make Trouble』が2017年に刊行され（邦題：『厄介者のススメ　ジョン・ウォーターズの贈る言葉』フィルムアート社、2022年）、同タイトルのアルバムもリリースされている。

## 監督作品
- 黒の革ジャケットの女 Hag in a Black Leather Jacket （8 mm） （1964年） - 日本未公開
- ローマン・キャンドルズ Roman Candles （1966年） - 日本未公開
- おまえのメーキャップを食え Eat Your Makeup （16mm、1968年） - 日本未公開
- ダイアン・リンクレイター・ストーリー The Diane Linkletter Story （16mm、1969年） - 日本未公開
- モンド・トラッショ Mondo Trasho （1970年） - 日本未公開
- マルチプル・マニアックス Multiple Maniacs （1970年） - 日本未公開
- ピンク・フラミンゴ Pink Flamingos （1972年）
- フィメール・トラブル Female Trouble （1975年）
- デスペレート・リビング Desperate Living （1977年、16&35mm） - 日本未公開
- ポリエステル Polyester （1981年）
- ヘアスプレー Hairspray （1988年）
- クライ・ベイビー Cry-Baby （1990年）
- シリアル・ママ Serial Mom （1994年）
- I love ペッカー Pecker （1998年）
- セシル・B/ザ・シネマ・ウォーズ Cecil B. DeMented （2000年）
- ア・ダーティ・シェイム A Dirty Shame （2004年）
- Liarmouth（TBA）

## 出演作品
- サムシング・ワイルド Something Wild （1986年）
- ザ・シンプソンズ The Simpsons （1997年） - 声の出演
- ギター弾きの恋 Sweet and Lowdown （1999年）
- チャイルド・プレイ チャッキーの種 Seed of Chucky （2004年）
- ミッドナイトムービー Midnight Movies: From the Margin to the Mainstream （2005年）
- jackass number two Jackass Number Two （2006年）
- ヒストリー・オブ・ゲイシネマ Schau mir in die Augen, Kleiner （2007年）
- ヘアスプレー Hairspray （2007年） - カメオ出演
- フュード/確執 ベティ vs ジョーン Feud （2017年・テレビシリーズ） - ウィリアム・キャッスル役
- THE BLACKLIST/ブラックリストThe Blacklist
  - シーズン5第22話「サットン・ロス」 （2018年・テレビシリーズ） - 本人役

## 著書
- Waters, John (1981). Shock Value. New York: Dell Pub. Co.. ISBN 044057871X
- Waters, John (2003) [1987]. Crackpot: The Obsessions of John Waters. New York: Scribner. ISBN 0026244403
- Waters, John; Hainley, Bruce (2003). Art: A Sex Book. New York: Thames & Hudson. ISBN 0500284350
- Waters, John (2010). Role Models. New York: Farrar, Straus and Giroux. ISBN 9780374251475
- Waters, John (2014). Carsick: John Waters Hitchhikes Across America. New York: Farrar, Straus and Giroux. ISBN 0374298637
- Waters, John (2017). Make Trouble. Algonquin Books. ISBN 1616206357
- Waters, John (2019). Mr. Know-It-All: The Tarnished Wisdom of a Filth Elder. Farrar, Straus and Giroux. ISBN 0374214964

小説
- Waters, John (2022). Liarmouth: A Feel-Bad Romance. Farrar, Straus and Giroux. ISBN 0374185727

脚本
- Waters, John (1988). Trash Trio: Three Screenplays: Pink Flamingos, Desperate Living, Flamingos Forever. New York: Vintage Books. ISBN 0394759869
- Waters, John (2005). Hairspray, Female Trouble and Multiple Maniacs: Three More Screenplays. New York: Thunder's Mouth Press. ISBN 1560257024

写真集
- Waters, John (1997). Director's Cut. New York: Scalo. ISBN 393114156X
- Waters, John (2006). Unwatchable. New York: Marianne Boesky Gallery. ISBN 0977950301

## 和訳著書
- 『クラックポット ジョン・ウォーターズの偏愛エッセイ』（1991年、徳間書店、訳：伊藤典夫）Crackpot: The Obsessions of John Waters
- 『悪趣味映画作法』（1997年、青土社、訳：柳下毅一郎。2004年『新装版』、2014年『新版』）Shock Value
- 『ジョン・ウォーターズの地獄のアメリカ横断ヒッチハイク』（2022年、国書刊行会、訳：柳下毅一郎）Carsick: John Waters Hitchhikes Across America
- 『厄介者のススメ ジョン・ウォーターズの贈る言葉』（2022年、フィルムアート社、訳：柳下毅一郎）Make Trouble